# NGC 6423
NGC 6423 је галаксија у сазвежђу Змај која се налази на NGC листи објеката дубоког неба.
Деклинација објекта је + 68° 10' 16" а ректасцензија 17h 36m 53,2s. Привидна величина (магнитуда) објекта NGC 6423 износи 14,8 а фотографска магнитуда 15,8. NGC 6423 је још познат и под ознакама MCG 11-21-16, CGCG 321-27, ARAK 524, PGC 60576.